# Сухий лід

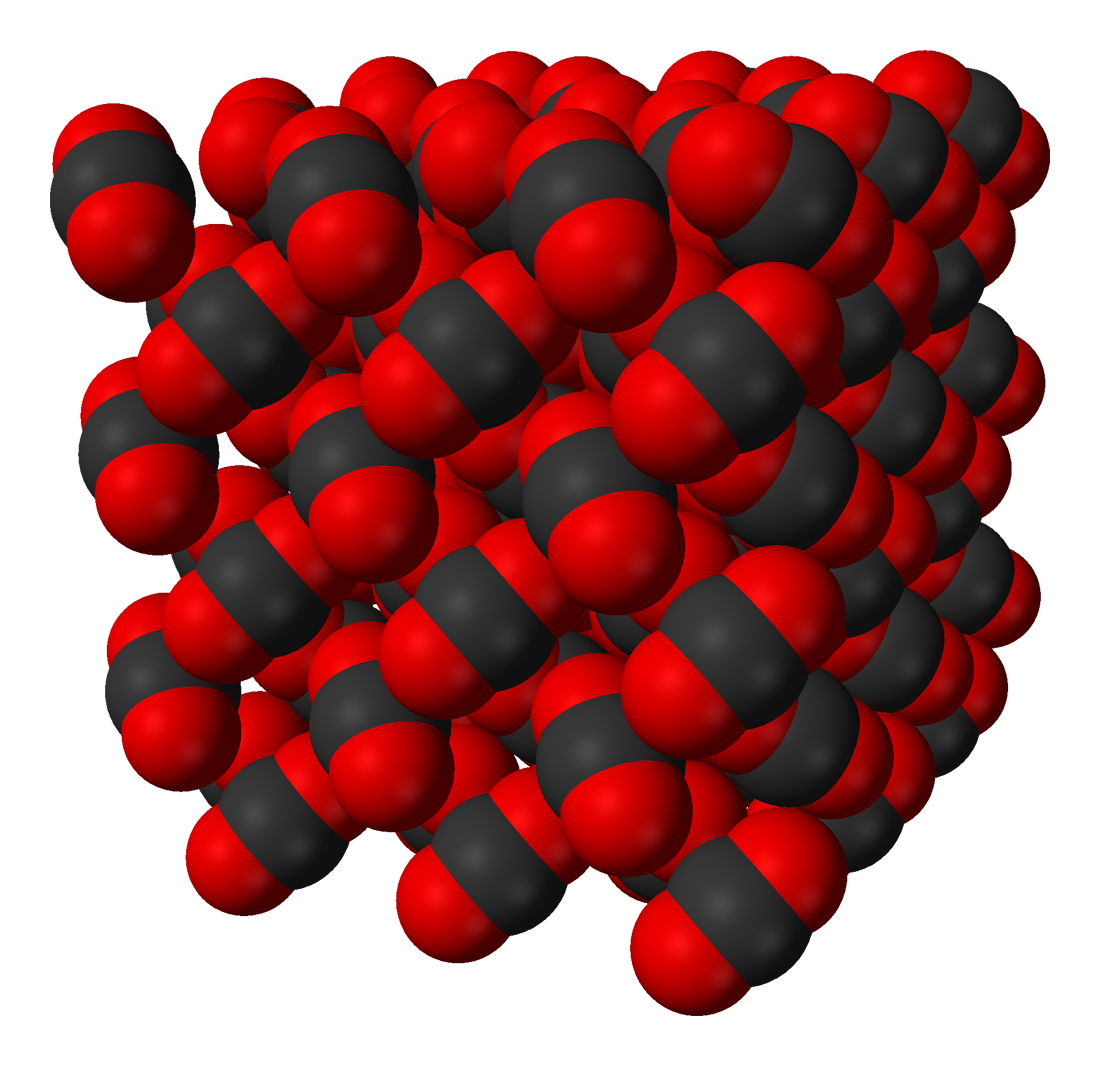
Структура кристалічної ґратки сухого льоду

Суха крига — твердий діоксид вуглецю (CO2), при звичайних умовах (тиск Р = 1 атм і температурі 19,8 °C (293 К) переходить у газоподібний стан, минаючи рідку фазу.
За зовнішнім виглядом нагадує лід (звідси назва). Технічний «сухий лід» має густину близько 1560 кг/м3, при сублімації поглинає близько 590 кДж/кг (140 ккал/кг). Використовується для охолодження харчових продуктів (наприклад, морозива) при їх транспортуванні та зберіганні, в науково-дослідних роботах для отримання низьких температур (близько −79 °C), при випробуваннях і збиранні деяких агрегатів у машинобудуванні і т. д.
ГОСТ 12162-77 зазначає, що сухий лід (діоксид вуглецю) — низькотемпературний продукт, що отримується з рідкої чи газоподібної вуглекислоти шляхом пресування під високим тиском (близько 300 атм). Нетоксичний, невибухонебезпечний, не проводить електрику. Колір — білий. Температура: −78 ° С. Стандартом передбачається випуск двох сортів сухого льоду — технічного та харчового.